# Język alaba
Język alaba – język afroazjatycki ze wschodniej gałęzi języków kuszyckich, ok. 126 tys. mówiących, używany w Etiopii. Najbliżej spokrewniony z językiem kembata (zbieżność leksykalna wynosi ok. 80 procent). Typowy szyk zdania to SOV.

## Dialekty
- wanbasana (alaba) – 126 257 użytkowników
- k’abeena – 35 783